# Korostyn

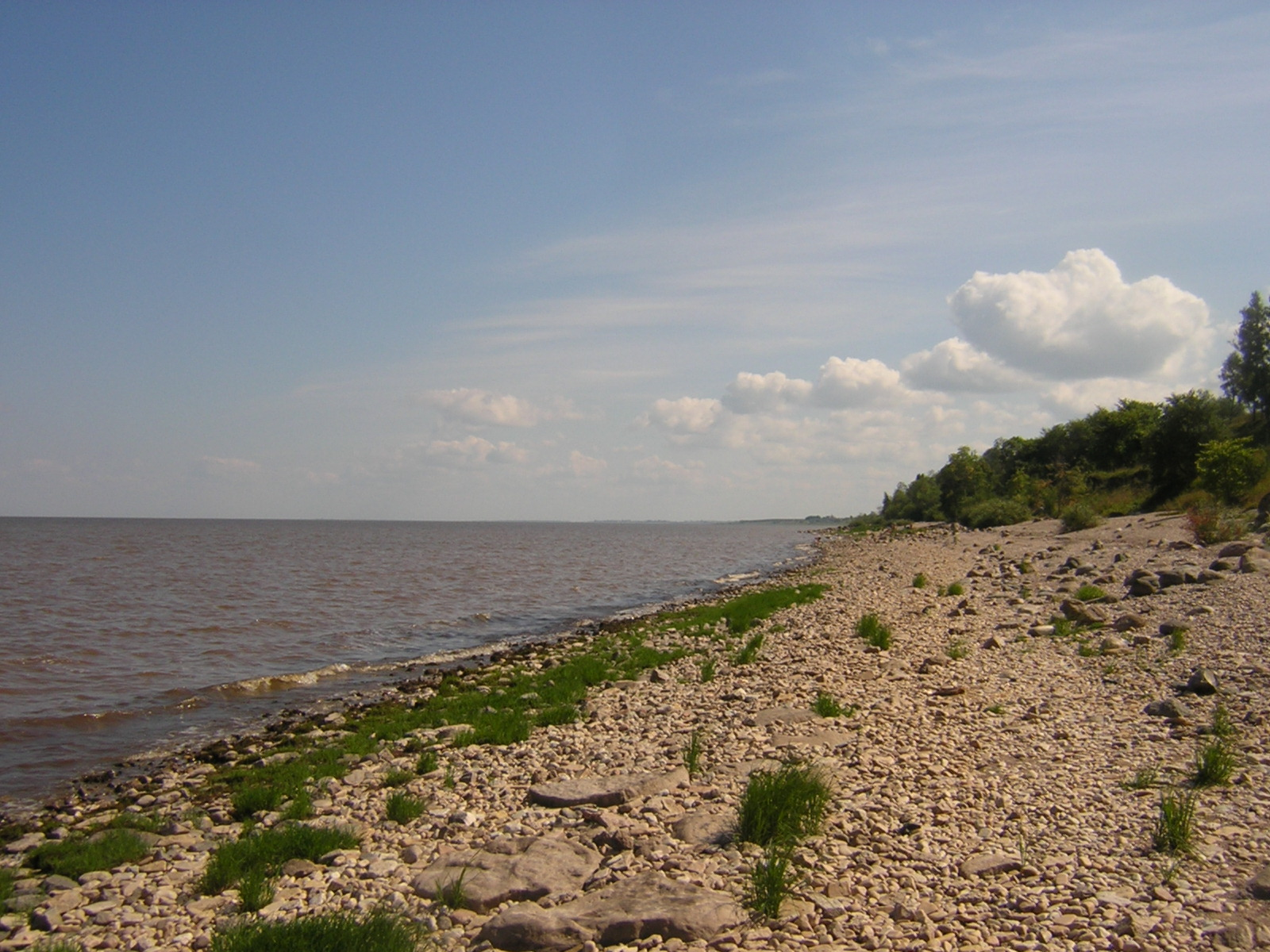
Ufer des Ilmensees in der Nähe des Dorfes Korostyn

Korostyn (russisch: Коростынь) ist ein Dorf im Kreis Schimsk, Oblast Nowgorod, und gehört seit dem 12. April 2010 zur städtischen Siedlung Schimsk. Vor dem 12. April 2010 war Korostyn das administrative Zentrum der inzwischen aufgelösten ländlichen Siedlung Korostyn.

## Geographie
Es liegt am südwestlichen Ufer des Ilmensees, 6 Kilometer östlich der Mündung der Schelon, 18 Kilometer vom Kreiszentrum Schimsk entfernt. Östlich des Dorfes erstreckt sich das archäologische Denkmal Ilmenski Glint, also die Klippen des Ilmen.

## Geschichte
Das Dorf Korostyn ist eine uralte slawische Siedlung am Ufer des Ilmensees, die seit dem 14. bis 17. Jahrhundert in den Geschichtsbüchern erwähnt wird.
Im Zuge von archäologischen Forschungen des späten 19. Jahrhunderts unter der Leitung von A. Putjatin und N. W. Mjatlow wurden am Ufer des Ilmensees mehrere runde, flache, mit Steinen bedeckte Erhebungen entdeckt. Es handelte sich um alte heidnische Gräber – so genannte Schalniks.
Die offizielle Geschichte von Korostyn beginnt im Jahr 1471. Am 11. August dieses Jahres wurde in Korostyn nach der von den Nowgorodern verlorenen Schlacht an der Schelon der Frieden von Korostyn zwischen Iwan III. und Weliki Nowgorod geschlossen; nach dem Ende des Moskauer-Nowgoroder Krieges von 1471, nach dem die Republik Nowgorod endgültig ihre Unabhängigkeit verloren hatte.
In Aufzeichnungen aus dem Jahr 1498 sind die Namen von Nowgoroder Bojaren aufgeführt, die Ländereien und Dörfer in Korostyn besaßen. In der Folge wurden die Ländereien der Nowgoroder Feudalherren zugunsten des Moskauer Fürsten beschlagnahmt.
Im Jahr 1499 waren die Ländereien vom Korostyn im gemeinsamen Besitz des Moskauer Fürsten und des Gutsbesitzers Dmitri Trusow. Zur gleichen Zeit wurde die Holzkirche „Großer Nikola“ zum ersten Mal erwähnt.
Im Jahr 1629 gehörte Korostyn zum Dorf Golino.
Im Buch von 1645–1646 wird der Hof des Gärtners Ofromeyko Seliwetow, Spitzname Murza, erwähnt. Seliwetow erhielt ein staatliches Gehalt und war in drei staatlichen Gärten beschäftigt, die den Großherzog mit Obst und Pastila versorgten. Zu Beginn des 18. Jahrhunderts war Korostyn noch ein Palastlehen. Zur gleichen Zeit wurde auf Befehl von Katharina der Großen mit dem Bau der steinernen Mariä-Himmelfahrts-Kirche begonnen.

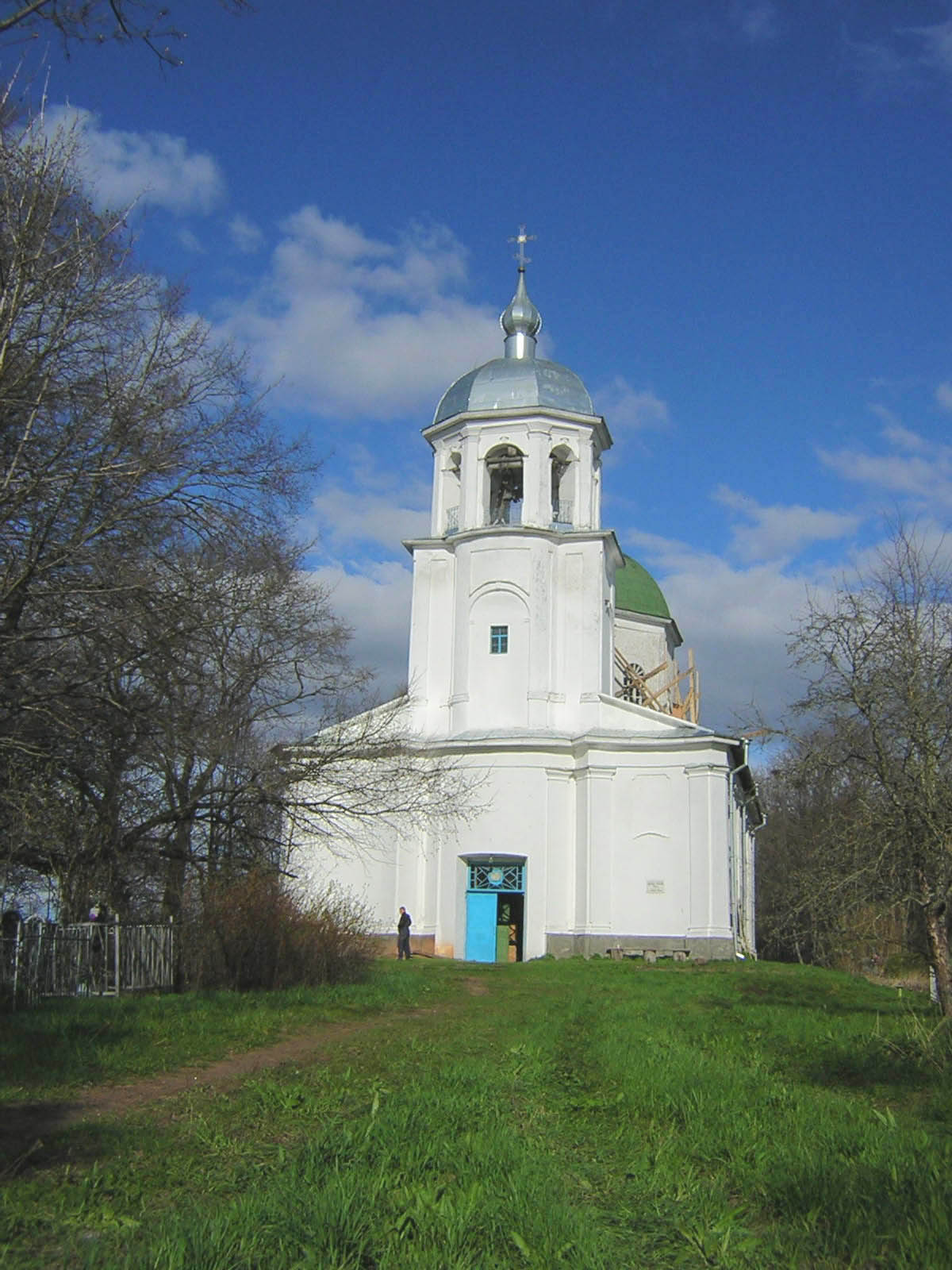
Mariä-Himmelfahrts-Kirche

In den 1820er Jahren wurden im Gouvernement Nowgorod aktiv Militärsiedlungen gegründet. Das Hauptquartier des von Barclay de Tolly geführten Regiments befand sich in Korostyn. Der Bau neuer Einrichtungen für die Militärsiedler erforderte eine große Menge an Baumaterialien. Auf Anordnung des Grafen Alexei Andrejewitsch Araktschejew wurden in Korostyn große Steinbrüche angelegt.
Am 12. Juli 1831 begann in Staraja Russa ein Aufstand der Militärsiedler. Drei Tage später erreichte er Korostyn. Zwei bewaffnete Bataillone unter dem Kommando von General Tomaschewskij trafen in dem Dorf ein, um die Aufständischen zu unterdrücken. Der Aufstand wurde niedergeschlagen, und später wurden seine Teilnehmer vor ein Kriegsgericht gestellt. Allein in den Militärsiedlungen des Kreises Staraja Russa wurden 129 Menschen zu Tode geprügelt. Die Anstifter des Aufstandes wurden zur Strafarbeit nach Sibirien verbannt.
Das Ergebnis des Aufstandes war jedoch die Umstrukturierung der Militärsiedlungsbezirke (einschließlich Korostyns) in Ackersoldatenbezirke, die dann 1857 wieder aufgehoben wurden.
Während des Zweiten Weltkriegs wurde Korostyn einen Monat nach dem deutschen Überfall auf die Sowjetunion von deutschen Truppen besetzt. Die Kämpfe gegen die Nazis in den Jahren 1942–1943 in diesem Gebiet wurden von Einheiten der 11. Armee der Nordwestfront ausgetragen. In Korostyn selbst waren neben regulären Wehrmachtseinheiten auch ein deutsches Krankenhaus und ein Sanatorium untergebracht.
Im Sommer 1997 wurde der deutsche Soldatenfriedhof mit den Gräbern der in der Nähe des Dorfes gefallenen und im Lazarett verstorbenen Soldaten der Jahre 1941–1944 am Korostyn-Ufer in Ordnung gebracht.

## Berühmte Einwohner
Generalleutnant der Luftfahrt Wiktorin Iwanowitsch Lebedew wurde in diesem Dorf geboren.

## Infrastruktur

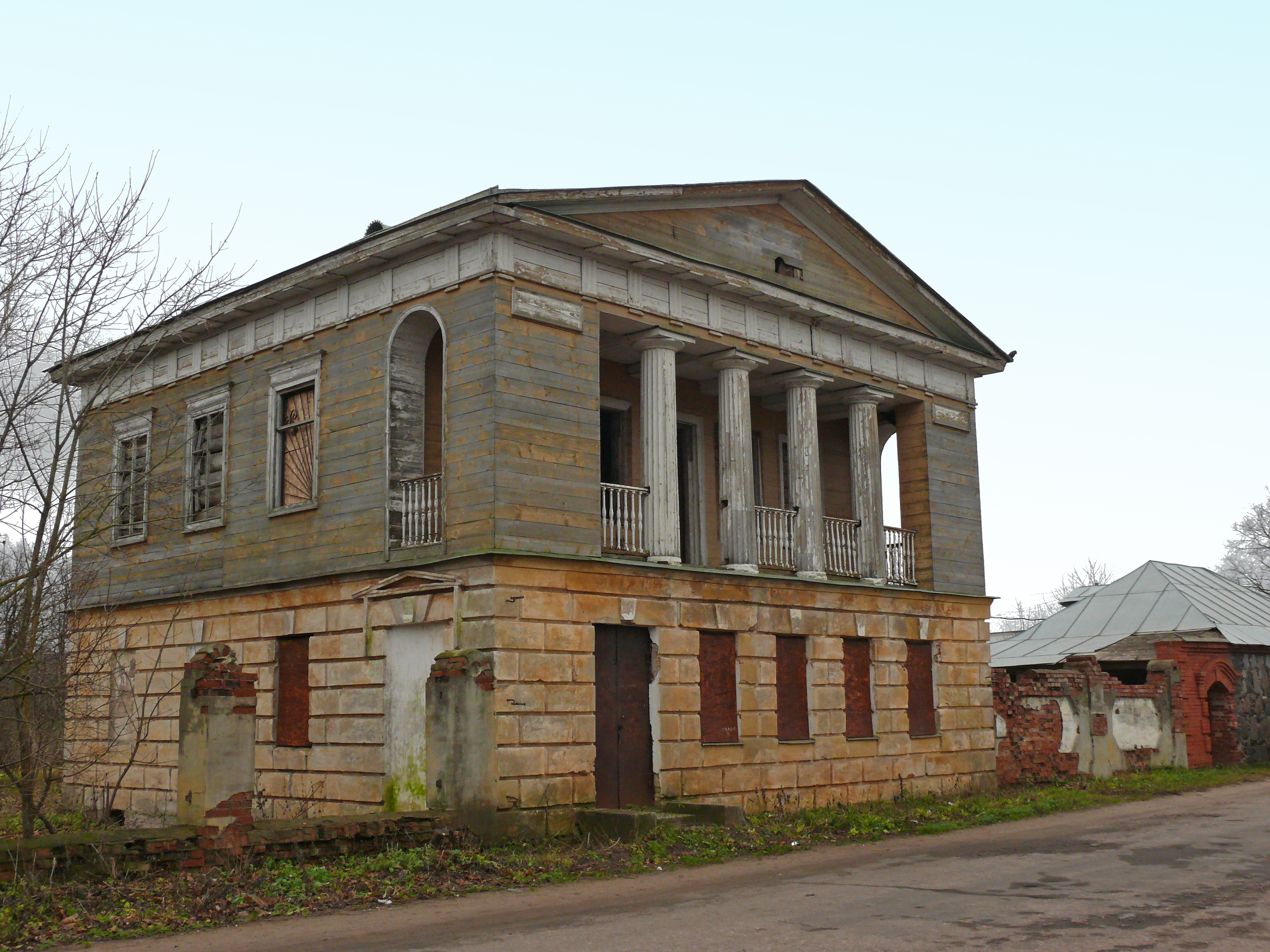
Reisendenpalast

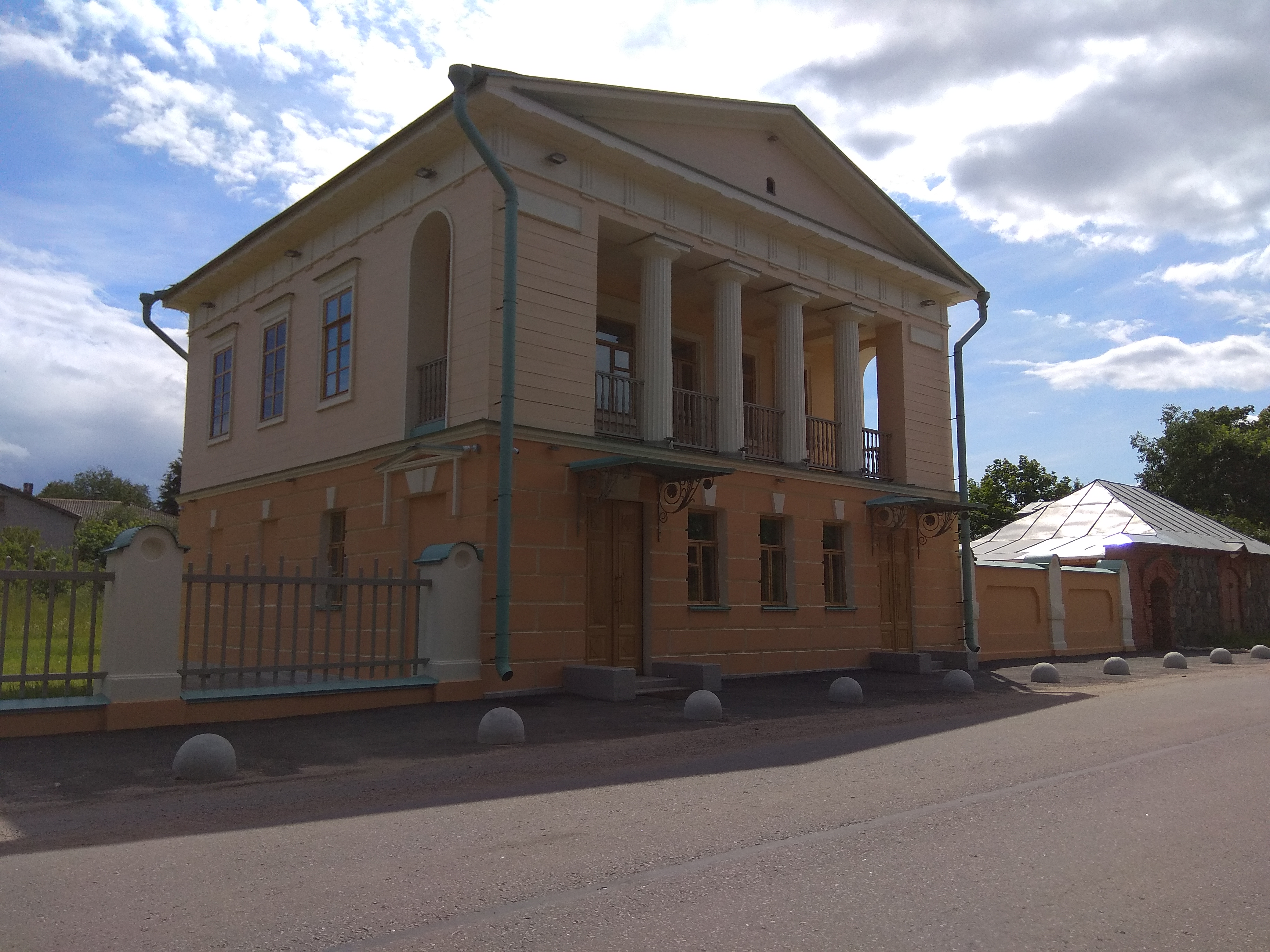
Nach der Restaurierung

In dem Dorf gibt es eine Sekundarschule, ein Postamt und einen Laden.

## Sehenswürdigkeiten

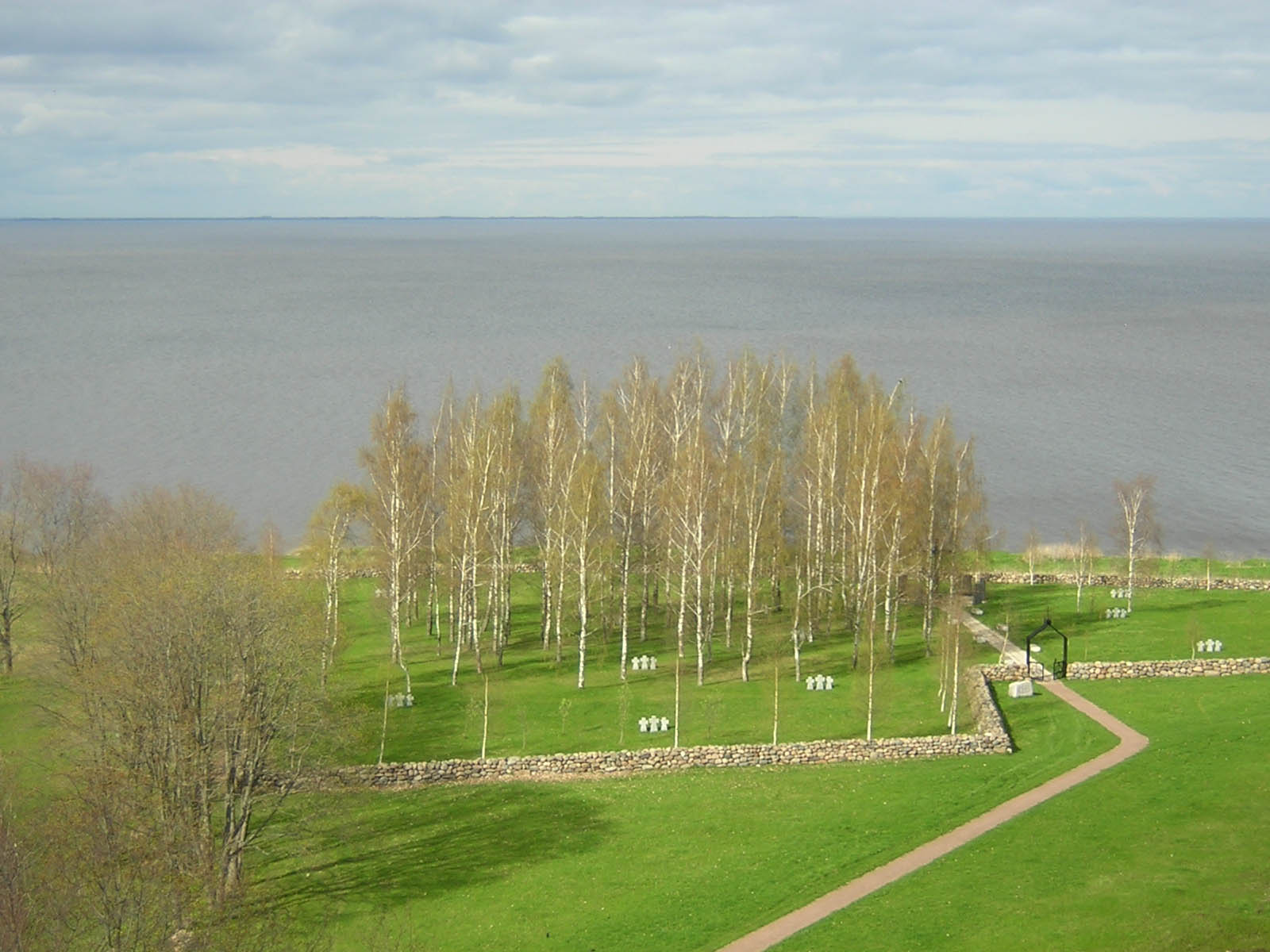
Blick auf den Ilmensee und den deutschen Friedhof

Im Dorf befindet sich der Reisendenpalast „für besuchende Beamte“ (oft fälschlicherweise mit dem Namen von Kaiser Alexander I. in Verbindung gebracht). Das kleine Haus wurde von dem Architekten Wassili Petrowitsch Stassow entworfen und ist ein zweistöckiges Gebäude mit einem Erdgeschoss aus Stein und einem ersten Stock aus Holz. Es fällt vor allem durch das Vorhandensein einer Loggia mit vier dorischen Holzsäulen an der Fassade auf.
Neben dem Palast ist eine Scheune aus Pflastersteinen und Ziegeln erhalten geblieben.
Das Gebäude des Reisendenpalasts wurde 1953 für die Nutzung als Herberge renoviert. In den späten 1980er Jahren wurden die Restaurierungsarbeiten nicht abgeschlossen und die Anlage wurde stillgelegt. In den Jahren 2017–2019 wurden im Rahmen des gemeinsamen Projekts des Kulturministeriums der Russischen Föderation und der Internationalen Bank für Wiederaufbau und Entwicklung „Erhaltung und Nutzung des kulturellen Erbes in Russland“ Restaurierungsarbeiten am Reisendenpalast mit der Anpassung des Architekturdenkmals zum Ausstellungsobjekt durchgeführt. Im September 2019 wurde hier das Museums- und Kulturzentrum des Staatlichen Museums für Kunst und Kultur des Nowgoroder Landes eröffnet. Die Ausstellung präsentiert Materialien über die Geschichte des Dorfes, den Ilmensee, ein einzigartiges geologisches Denkmal – Ilmenski Glint – und Werke von Nowgoroder Künstlern.
In Korostyn gibt es auch eine noch in Betrieb befindliche Mariä-Himmelfahrts-Kirche, die 1726 im Auftrag von Katharina der Großen erbaut wurde. Das Projekt wurde 1721 vom italienischen Architekten Gaetano Chiaveri entwickelt. Im Laufe ihrer Geschichte wurde die Kirche nicht wesentlich verändert und diente auch während der Sowjetzeit als Gottesdienstort für die orthodoxe Gemeinde.
Auf der zentralen Straße steht ein Obelisk zu Ehren der im Zweiten Weltkrieg gefallenen sowjetischen Soldaten.

## Verkehr
Die regionale Autobahn R51 Schimsk – Staraja Russa führte vor dem Bau der Umgehungsstrecke durch das Dorf.